# Bettrechies Communal Cemetery
Bettrechies Communal Cemetery is een Britse militaire begraafplaats gelegen in de Franse plaats Bettrechies (Noorderdepartement). De begraafplaats wordt onderhouden door de Commonwealth War Graves Commission.
De begraafplaats telt 28 geïdentificeerde Gemenebest graven uit de Eerste Wereldoorlog.